# Oberamt Gmünd

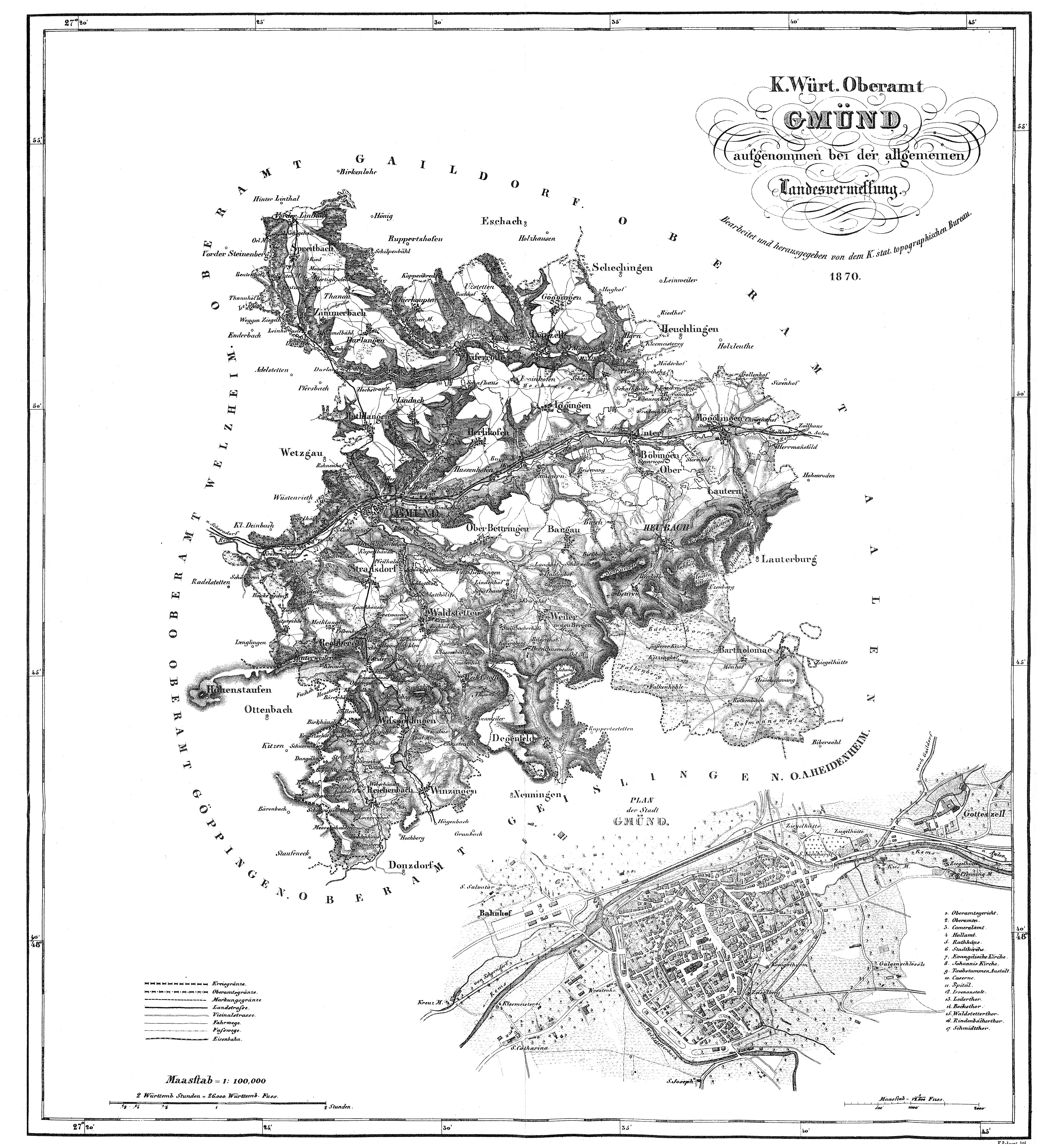
Karte 1870

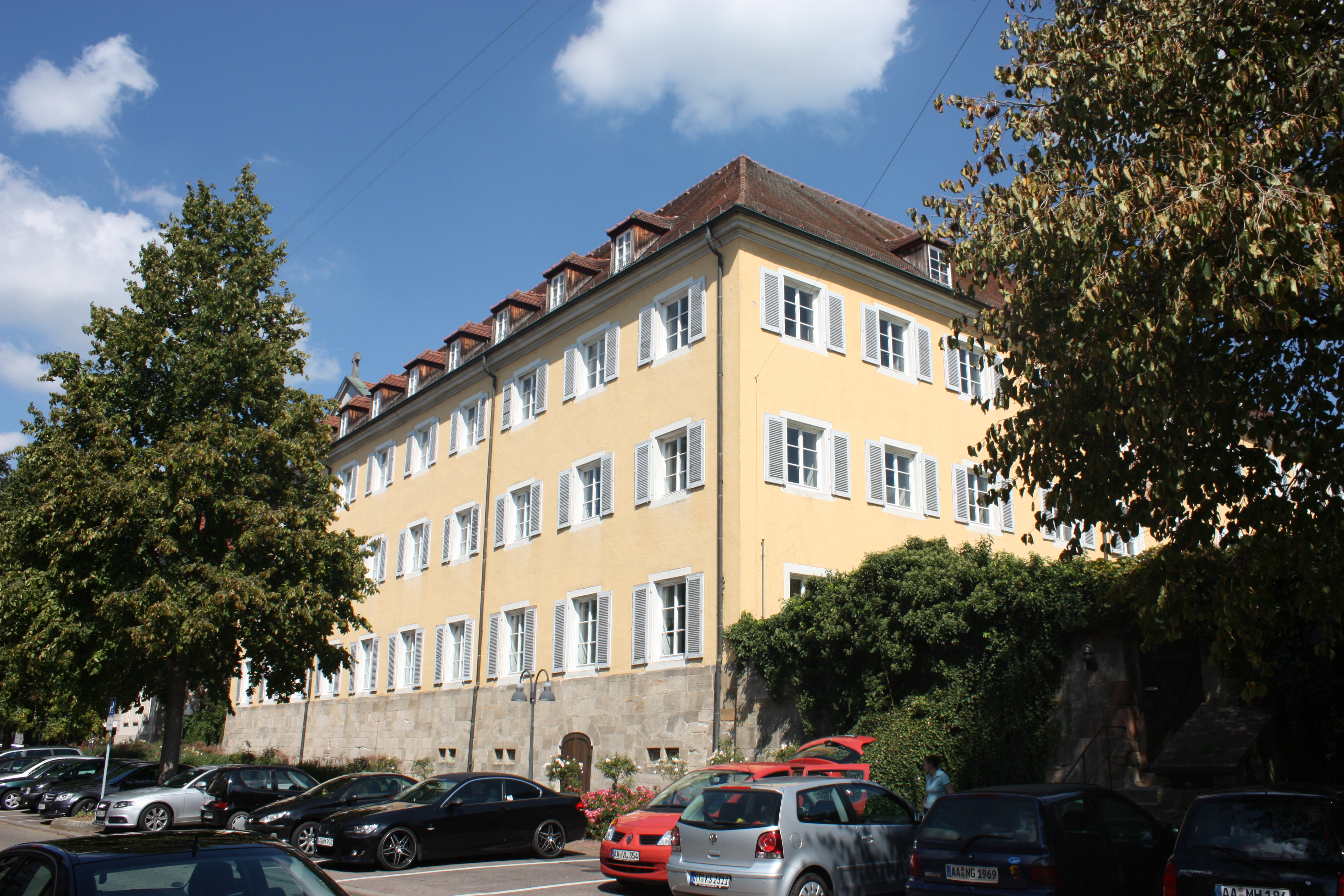
Das ehemalige Augustinerkloster Gmünd, Sitz des Oberamts

Das Oberamt Gmünd (ab 1934 Kreis Gmünd) war ein Oberamt im Osten Württembergs mit Sitz in Schwäbisch Gmünd.
Von 1818 bis zum Ende der Kreiseinteilung 1924 unterstand es dem Jagstkreis, dessen Regierungssitz in Ellwangen lag. 1934 in Kreis umbenannt, wurde es bei der Kreisreform des Jahres 1938 umorganisiert. Aus dem Oberamt Gmünd und Teilen der Oberämter Aalen, Gaildorf und Welzheim wurde der Landkreis Gmünd (ab 1941 Landkreis Schwäbisch Gmünd) gebildet, der durch die Kreisreform 1973 größtenteils im Ostalbkreis aufging.
Das Oberamt Gmünd war umgeben von den Oberämtern Welzheim, Gaildorf, Aalen, Heidenheim, Geislingen und Göppingen.
Dieser Artikel widmet sich der Geschichte und den Aufgaben dieser historischen Verwaltungseinheit. Angaben zur landeskundlichen Beschreibung der Region sind allenfalls aus der Sichtweise des 19. Jahrhunderts enthalten.

## Stand um 1840
Laut Johann Daniel Georg von Memmingers Beschreibung des Königreichs Württemberg aus dem Jahr 1841 besaß das Oberamt eine Fläche von 4,802 Quadratmeilen und 24.930 ortsangehörige Einwohner. Diese waren überwiegend katholisch (Katholiken: 19.972 – 80,1 %; Evangelische: 4958 – 19,9 %). Hauptgewerbe waren Ackerbau, Rindviehzucht und Holzwirtschaft. Die Oberamtsstadt Gmünd hatte 6.343 ortsangehörige Einwohner, davon nur 622 evangelisch (9,8 %).
Über die städtische Infrastruktur schreibt Memminger: Gmünd hat ein schönes Rathhaus, zwei Spitäler, und ist Sitz des königl. Taubstummen- und Blindeninstituts, und des königl. kath. Schullehrerseminars, mit einer Musterschule im Gebäude des ehemaligen Franziskanerklosters. Auch hat die Stadt ein Asyl für erwachsene Blinde, eine Gewerbe-, eine Zeichnungsschule und noch immer bedeutendes Gewerbe in Gold-, Silber- und Semilor- (nebst Gravir- und Ciselir-)Arbeiten, Baumwollenwaaren, Perlenstrickerei, Haubenstickerei, Glasschleiferei, Wachsarbeiten u.s.w. Kunstmühle. Seit neuerer Zeit hat Gmünd vorzüglichen Hopfenbau. Badanstalt nach Struve’scher Methode. In den Sommermonaten ist Gmünd Aufenthaltsort der königl. Artillerie, welche in der Nähe ihre Uebungen hält.
Das Oberamt bestand neben dem ehemaligen Landgebiet der Reichsstadt Schwäbisch Gmünd aus altwürttembergischen Orten und adeligen Besitzungen. Insgesamt umfasste es 26 Gemeinden. Die Beschreibung Memmingers listet zwar außer der Oberamtsstadt Gmünd 27 Gemeinden mit Einwohnerzahlen auf, doch zählten Horn und einer der beiden Weiler Rechberg nicht als eigenständige Gemeinden. In der Oberamtsbeschreibung 1870 wird statt Zimmerbach Durlangen als Gemeindesitz genannt.

### Gmünder Landgebiet

Oberamt Gmünd, Gebietsstand 1813, mit den früheren Herrschafts- und Ämtergrenzen

- Bargau, Pfarrdorf mit 564 kath. Ew., 1554 von Rechberg an Gmünd verkauft.
- Göggingen, 287 ev., 197 kath. Ew.
- Herlikofen, Pfarrdorf, 460 kath. Ew.
- Iggingen, Pfarrdorf, 418 kath., 22 ev. Ew.
- Lautern, Pfarrdorf in einem tiefen Thale, 362 kath., 84 ev. Ew.; ein Viertel gehörte den Wöllwarth; Käserei. Eine benachbarte Felsenhöhle ist sehr reich an Kalksinter
- Mögglingen, Marktflecken, 892 kath., 23 ev. Ew. Käserei. Überreste der Teufelsmauer. Mineralbad Christenhof (Verweis zu diesem Bad auf die Arbeit von Bodenmüller Gmünd 1837)
- Mutlangen (Muthlangen), Pfarrdorf, 597 kath. Ew.
- Oberböbingen (Ober-Bäbingen), ev. Pfarrdorf, 287 ev., 173 kath. Ew.
- Ober-Bettringen, Pfarrdorf, 467 kath. Ew.
- Spraitbach (Spreitbach), Pfarrdorf, 341 kath. Ew.
- Straßdorf, Pfarrdorf, 619 kath. Ew., die Hälfte gehörte den Grafen Rechberg; Metallwaaren, Tabakspfeifen
- Weiler in den Bergen, Pfarrdorf, 439 kath. Ew.; Ruinen eines Bergschlosses, mit welchem der Ort 1581 von Rechberg an Gmünd verkauft wurde
- Zimmerbach, Pfarrweiler, 184 kath. Ew.
- Waldstetten, vormals Ellwangischer Marktflecken, 998 kath. Ew.; Holzschnitzer, Pfeifenmacher, Käserei.

### Altwürttembergische Orte
- Heubach, Stadt an der Rems, ehemaliger Oberamtssitz, übrigens ganz offener Ort, 1309 ortsanwesende Einwohner (1219 ortsangehörige). Baumwollenspinnerei und Weberei, hauptsächlich Fabrikation von Schnupftüchern; Viehhandel. Nicht weit davon liegt der Rosenstein, mit den Ruinen des Bergschlosses gleichen Namens und einer Höhle darunter.
- Degenfeld, ev. Pfarrdorf, 182 ev., 160 kath. Ew., letztere rechbergisch; wildromantisches Thälchen, Ruinen des Stammschlosses Degenfeld. 1597 verkaufte Christoph von Degenfeld sein Stammgut an Württemberg.
- Lindach, 642 ev. Ew., mit altem Schloss
- Täferroth, Pfarrdorf, 181 ev. Ew.
- Unterböbingen (Unter-Bäbingen), Pfarrdorf, 529 kath. Ew.; Käserei.

### Adelige Besitzungen
Gräflich Rechbergisch
- Rechberg, Hohenrechberg, Schloss und Pfarrkirche mit Pfarrhaus, nebst Hinterweiler, unter dem Schlosse, 334 kath. Ew.
- Am Fuße des Rechbergs liegt Vorderrechberg oder Vorderweiler, 271 kath. Ew.
- Reichenbach, Pfarrdorf, 265 kath. Ew., dabei Schloss Ramsberg, einst Sitz einer rechbergischen Nebenlinie. In diesen Orten befinden sich geschickte Holzschnitzer, die Tabakspfeifen, Dosen und dergl. aus Masern verfertigen.
- Winzingen, Pfarrdorf, 415 kath. Ew., Schloss.

von Holz
- Bartholomä, Marktflecken auf dem hohen Albuch, 610 kath., 321 ev. Ew.; Spinnanstalt, Höhle Falkenloch.
- Wißgoldingen, Pfarrdorf, 660 kath. Ew., hochgelegen am Fuße des Stuifenbergs, der höher ist als Staufen und Rechberg

von Lang
- Leinzell, Pfarrdorf mit Schloss an der Lein (Leine), 950 Ew.

Graf von Beroldingen
- Horn, Weiler auf einer Anhöhe über der Lein, 306 kath. Ew., mit hübschem Schloß.

## Staatliche Behörden
Im Oberamtsbezirk gab es einige staatliche Verwaltungsbehörden des Königreichs Württemberg (Stand: Oberamtsbeschreibung 1870):
- das Oberamtsgericht (es unterstand dem Kreisgerichtshof in Ellwangen), zu dem das Gerichtsnotariat in Gmünd und das ebenfalls in Gmünd ansässige Amtsnotariat Heubach gehörten
- das Oberamt mit der Oberamtspflege, dem Oberamtsarzt, Oberamtswundarzt, Oberamtstierarzt, Oberamtswegmeister, zwei Oberfeuerschauern und einem Oberamtsgeometer
- das Kameralamt und Hauptsteueramt Gmünd
- das Bezirkshochbauamt
- die Straßenbau-Inspektion.

## Drei Klassen von Gemeinden
Nach der Oberamtsbeschreibung Gmünd gab es eine Gemeinde I. Klasse (Gmünd), sechs Gemeinden II. Klasse (Bartholomä, Heubach, Leinzell, Mögglingen, Straßdorf, Waldstetten). Der Rest gehörte der III. Klasse an. Die Einteilung erlaubt Rückschlüsse auf Größe und Bedeutung der Gemeinden.

## Verwaltungsgebäude
Bis zum Umzug in das 1956 erbaute neue Landratsamt war die Oberamtsverwaltung in den Räumlichkeiten des ehemaligen Augustinerklosters in Schwäbisch Gmünd untergebracht.

## Oberamtsbeschreibung
Die Oberamtsbeschreibung Gmünd erschien im Jahr 1870 (ca. 450 Seiten). Als Hauptverfasser wird der Finanzrat Paulus bezeichnet. Für die geschichtlichen Abschnitte zeichnete der protestantische Weinsberger Dekan Hermann Bauer (1814–1872) verantwortlich.

## Kunstdenkmäler
Das Oberamt Gmünd wurde in der Reihe Die Kunst- und Altertums-Denkmale im Königreich Württemberg 1907 im ersten Halbband des Jagstkreises von Eugen Gradmann beschrieben. Die heute zur Stadt Schwäbisch Gmünd gehörigen Ortschaften sind im von Richard Strobel bearbeiteten Inventar Die Kunstdenkmäler der Stadt Schwäbisch Gmünd (4 Bände, 1995–2003) erfasst.

## Amtsvorsteher
Die Oberamtmänner des Oberamts Gmünd ab 1802:
- 1802–1803: Sattler
- 1803: Leo Potschka
- 1803–1806: Ludwig Muff
- 1806–1808: Immanuel Israel Hartmann
- 1809–1810: Johann Nepomuk Fidel Burkard
- 1810–1817: Xaver Milz
- 1818–1819: Johann Nepomuk Fidel Burkard (Amtsverweser)
- 1819–1826: Jakob Ludwig Friedrich Stängel
- 1827–1844: Carl Wilhelm Heinrich Binder
- 1845–1851: Johann Baptist Liebherr
- 1852–1866: Anton Schemmel
- 1867–1881: Karl Adolf Holland
- 1882–1894: Richard Preu
- 1894–1902: Julius Jungel
- 1902–1923: Hugo Rau
- 1923–1924: Franz Xaver Maurer (Amtsverweser)
- 1924–1929: Franz Paradeis